# Enigi, Hagaribommanahalli
Enigi là một làng thuộc tehsil Hagaribommanahalli, huyện Bellary, bang Karnataka, Ấn Độ.